# Ordonnance de Montils-lès-Tours
L'ordonnance de Montils-lès-Tours (Ordonnance pour la réformation de la coutume) est promulguée par le roi Charles VII (1422-1461) le 15 avril 1454, au château de Montils-lès-Tours. 
C'est une sorte de codification de la procédure ; elle définit également les compétences juridictionnelles du Parlement de Paris, l'étendue du domaine royal, les droits relatifs à la royauté, aux pairs de France, aux prélats, etc. Elle a surtout de l'importance en histoire du droit car le roi demande, dans son paragraphe 125, la mise par écrit des coutumes, alors source presque exclusive du droit privé.

« […] voulans abréger les procez et litiges d'entre nos subjects et les relever de mises et despens et oster toutes matières de variations et contrariétez »

## Contexte

### Les coutumes, source majeure du droit en France
Dans le royaume de France, jusqu'au XVe siècle, la coutume, verbalisation juridique des principes en usage, est une source « presque exclusive » du droit français et régit les relations entre individus ou avec les administrations dans les domaines économiques, politiques ou sociaux. Ces coutumes diffèrent selon les régions et souvent même d'une commune à l'autre : elles peuvent concerner la totalité d'un bailliage ou d'une sénéchaussée ou simplement une seigneurie, voire même un groupe restreint d'habitants.
La difficulté pour le roi, gouvernant du royaume de France dans son intégralité, est donc de faire face à un système juridique ne prévoyant pas les mêmes règles ni les mêmes sanctions partout sur le territoire. Ce manque est particulièrement prégnant à l'issue de la guerre de Cent Ans, après laquelle le roi, reprenant possession de l'ensemble du territoire, doit rendre justice — sa première attribution — rapidement et efficacement.

### Volonté d'unification des coutumes
L'objectif de réformer le droit en application dans le royaume de France est entretenu par de nombreux rois à travers l'histoire, de Louis IX (saint Louis) à Louis XIV, qui espèrent en tirer une grande renommée personnelle. L'idée de s'inscrire dans l'histoire comme un « prince législateur » est présente et alimente leur envie de se placer au même niveau que Solon, Théodose ou Justinien.

## Rédaction de l'ordonnance
En avril 1453 ou 1454, peu avant la fête de Pâques, Charles VII donne l'ordre de rédiger un texte unifiant les coutumes du royaume de France, une ordonnance qui sera signée au château de Montils-lez-Tours (aujourd'hui le château de Plessis-lèz-Tours) et gardera ce nom. 